# Universitas Andalas
Universitas Andalas (Unand) – indonezyjska uczelnia publiczna w mieście Padang (prowincja Sumatra Zachodnia), założona w 1955 roku. Jest najstarszym uniwersytetem w Indonezji zlokalizowanym poza Jawą.

## Wydziały
- Fakultas Ekonomi
- Fakultas Farmasi
- Fakultas Ilmu Budaya
- Fakultas Ilmu Sosial dan Ilmu Politik
- Fakultas Kedokteran
- Fakultas Kedokteran Gigi
- Fakultas Kesehatan Masyarakat
- Fakultas Pertanian
- Fakultas Peternakan
- Fakultas Teknik
- Fakultas Teknologi Pertanian
- Fakultas Matematika dan Ilmu Pengetahuan Alam
- Fakultas Teknologi Informasi
- Pascasarjana

Źródło: .